# Coppa araba 1966
La Coppa araba 1966 (كأس العرب 1966) fu la terza edizione della Coppa araba, competizione calcistica per nazionali organizzata dalla UAFA. La competizione si svolse in Kuwait dal 1º aprile al 10 aprile 1966 e vide la partecipazione di 10 squadre: Bahrein, Giordania, Iraq, Kuwait, Libano, Libia, Oman, Palestina, Siria e Yemen del Nord.
La UAFA organizzò questa competizione dal 1963 al 2012 a cadenza variabile. Sebbene la competizione non sia stata ufficialmente cancellata, non ci più eventi dal 2012: si sono avute in totale 9 edizioni più 2 edizioni annullate (l'edizione del l'ultima del 1982 a causa della Guerra del Libano, mentre quella del 2009 per mancanza di sponsor). Durante la lunga interruzione che si è avuta tra il 1966 e il 1985, il torneo fu rimpiazzato (o rinominato) dalla Coppa della Palestina, di cui tre edizioni si giocarono negli anni '70. L'edizione del 1992 è stata parte integrante dei giochi arabi disputati in Siria.

## Formula
- Qualificazioni

Nessuna fase di qualificazione. Le squadre sono qualificate direttamente alla fase finale.
- Fase finale

Fase a gruppi - 10 squadre, divise in due gruppi da cinque squadre. Giocano partite di sola andata, le prime due classificate si qualificano alle semifinali.
Fase a eliminazione diretta - 4 squadre, giocano partite di sola andata. La vincente si laurea campione UAFA.

## Squadre partecipanti
| Pr. | Squadra        | Data di qualificazione certa | Partecipante in quanto                                                                 | Partecipazioni precedenti al torneo | Ultima presenza |
| --- | -------------- | ---------------------------- | -------------------------------------------------------------------------------------- | ----------------------------------- | --------------- |
| 1   | Iraq           | -                            | Rappresentativa della nazione organizzatrice della fase finale e detentrice del titolo | 1 (1964)                            | Kuwait 1964     |
| 2   | Bahrein        | -                            | Qualificata di diritto                                                                 | -                                   | Esordiente      |
| 3   | Giordania      | -                            | Qualificata di diritto                                                                 | 2 (1963, 1964)                      | Kuwait 1964     |
| 4   | Kuwait         | -                            | Qualificata di diritto                                                                 | 2 (1963, 1964)                      | Kuwait 1964     |
| 5   | Libano         | -                            | Qualificata di diritto                                                                 | 2 (1963, 1964)                      | Kuwait 1964     |
| 6   | Libia          | -                            | Qualificata di diritto                                                                 | 1 (1964)                            | Kuwait 1964     |
| 7   | Oman           | -                            | Qualificata di diritto                                                                 | -                                   | Esordiente      |
| 8   | Palestina      | -                            | Qualificata di diritto                                                                 | -                                   | Esordiente      |
| 9   | Siria          | -                            | Qualificata di diritto                                                                 | 1 (1963)                            | Libano 1963     |
| 10  | Yemen del Nord | -                            | Qualificata di diritto                                                                 | -                                   | Esordiente      |

Nella sezione "partecipazioni precedenti al torneo", le date in grassetto indicano che la nazione ha vinto quella edizione del torneo, mentre le date in corsivo indicano la nazione ospitante.

## Fase finale

### Fase a gruppi

#### Gruppo A
| Baghdad 1 aprile 1966 | Iraq | 0 – 0 | Libano | Al-Kashafa Stadium |

| Baghdad 1 aprile 1966 | Kuwait | 4 – 4 | Bahrein | Al-Kashafa Stadium |

| Baghdad 3 aprile 1966 | Iraq | 2 – 1 | Giordania | Al-Kashafa Stadium |

| Baghdad 3 aprile 1966 | Libano | 6 – 1 | Bahrein | Al-Kashafa Stadium |

| Baghdad 4 aprile 1966 | Iraq | 3 – 1 | Kuwait | Al-Kashafa Stadium |

| Baghdad 4 aprile 1966 | Libano | 2 – 1 | Giordania | Al-Kashafa Stadium |

| Baghdad 5 aprile 1966 | Iraq | 10 – 1 | Bahrein | Al-Kashafa Stadium |

| Baghdad 5 aprile 1966 | Giordania | 2 – 2 | Kuwait | Al-Kashafa Stadium |

| Baghdad 6 aprile 1966 | Libano | 2 – 1 | Kuwait | Al-Kashafa Stadium |

| Baghdad 6 aprile 1966 | Giordania | 2 – 1 | Bahrein | Al-Kashafa Stadium |

| Pos | Squadra   | P.ti | G | V | N | P | GF | GS | DR  |
| --- | --------- | ---- | - | - | - | - | -- | -- | --- |
| 1   | Iraq      | 7    | 4 | 3 | 1 | 0 | 15 | 3  | +12 |
| 2   | Libano    | 7    | 4 | 3 | 1 | 0 | 10 | 3  | +7  |
| 3   | Giordania | 3    | 4 | 1 | 1 | 2 | 6  | 7  | -1  |
| 4   | Kuwait    | 2    | 4 | 0 | 2 | 2 | 8  | 11 | -3  |
| 5   | Bahrein   | 1    | 4 | 0 | 1 | 3 | 7  | 22 | -15 |

Iraq e Libano qualificati alle semifinali.

#### Gruppo B
| Baghdad 1 aprile 1966 | Libia | 21 – 0 | Oman | Al-Kashafa Stadium |

NB: L'Oman abbandona la partita all'80' e si ritira dalla competizione. La partita non viene conteggiata
| Baghdad 2 aprile 1966 | Libia | 0 – 0 | Palestina | Al-Kashafa Stadium |

| Baghdad 2 aprile 1966 | Siria | 4 – 1 | Yemen | Al-Kashafa Stadium |

| Baghdad 4 aprile 1966 | Siria | 0 – 0 | Libia | Al-Kashafa Stadium |

| Baghdad 4 aprile 1966 | Palestina | 7 – 0 | Yemen | Al-Kashafa Stadium |

| Baghdad 6 aprile 1966 | Siria | 3 – 1 | Palestina | Al-Kashafa Stadium |

| Baghdad 6 aprile 1966 | Libia | 16 – 1 | Yemen | Al-Kashafa Stadium |

| Pos | Squadra        | P.ti     | G        | V        | N        | P        | GF       | GS       | DR       |
| --- | -------------- | -------- | -------- | -------- | -------- | -------- | -------- | -------- | -------- |
| 1   | Siria          | 5        | 3        | 2        | 1        | 0        | 7        | 2        | +5       |
| 2   | Libia          | 4        | 3        | 1        | 2        | 0        | 13       | 0        | +13      |
| 3   | Palestina      | 3        | 3        | 1        | 1        | 1        | 8        | 3        | +5       |
| 4   | Yemen del Nord | 0        | 3        | 0        | 0        | 3        | 1        | 22       | -21      |
| -   | Oman           | Ritirato | Ritirato | Ritirato | Ritirato | Ritirato | Ritirato | Ritirato | Ritirato |

Siria e Libia qualificati alle semifinali.

### Fase a eliminazione diretta

#### Tabellone
|  | Semifinali | Semifinali | Semifinali |       |      | Finale          | Finale          | Finale          |  |
|  |            |            |            |       |      |                 |                 |                 |  |
|  | Iraq       | Iraq       | 3          |       |      |                 |                 |                 |  |
|  | Iraq       | Iraq       | 3          |       |      |                 |                 |                 |  |
|  | Libia      | Libia      | 1          |       |      |                 |                 |                 |  |
|  | Libia      | Libia      | 1          |       | Iraq | Iraq            | 2               |                 |  |
|  |            |            |            |       | Iraq | Iraq            | 2               |                 |  |
|  |            |            | Siria      | Siria | 1    |                 |                 |                 |  |
|  | Siria      | Siria      | Siria      | Siria | 1    | 1               |                 |                 |  |
|  | Siria      | Siria      |            |       |      | 1               |                 |                 |  |
|  | Libano     | Libano     | 0          |       |      | Finale 3º posto | Finale 3º posto | Finale 3º posto |  |
|  | Libano     | Libano     | 0          |       |      |                 |                 |                 |  |
|  |            |            |            |       |      |                 |                 |                 |  |
|  |            |            |            |       |      | Libia           | Libia           | 6               |  |
|  |            |            |            |       |      | Libia           | Libia           | 6               |  |
|  |            |            |            |       |      | Libano          | Libano          | 1               |  |

#### Semifinali
| Baghdad 8 aprile 1966 | Iraq | 3 – 1 | Libia | Al-Kashafa Stadium |

| Baghdad 8 aprile 1966 | Siria | 1 – 0 | Libano | Al-Kashafa Stadium |

#### Finale 3º posto
| Baghdad 10 aprile 1966 | Libia | 6 – 1 | Libano | Al-Kashafa Stadium |

#### Finale
| Baghdad 10 aprile 1966 | Iraq | 2 – 1 | Siria | Al-Kashafa Stadium |